# Critérium du Dauphiné 2023
75. ročník etapového cyklistického závodu Critérium du Dauphiné se konal mezi 4. a 11. červnem 2023 na území bývalé francouzské provincie Dauphiné. Celkovým vítězem se stal Dán Jonas Vingegaard z týmu Team Jumbo–Visma. Na druhém a třetím místě se umístili Brit Adam Yates (UAE Team Emirates) a Australan Ben O'Connor (AG2R Citroën Team). Závod byl součástí UCI World Tour 2023 na úrovni 2.UWT a byl dvacátým třetím závodem tohoto seriálu.

## Týmy
Závodu se zúčastnilo všech 18 UCI WorldTeamů a 3 UCI ProTeamy. Týmy Israel–Premier Tech, Lotto–Dstny a Team TotalEnergies dostaly automatické pozvánky jako 3 nejlepší UCI ProTeamy sezóny 2022,, první jmenovaný tým však svou pozvánku zamítl. Další 1 UCI ProTeam (Uno-X Pro Cycling Team) pak byl vybrán organizátory závodu, Amaury Sport Organisation. Všechny týmy přijely se sedmi jezdci, celkem se tak na start postavilo 147 závodníků. Do cíle na La Bastille dojelo 116 z nich.
UCI WorldTeamy
- AG2R Citroën Team
- Alpecin–Deceuninck
- Arkéa–Samsic
- Astana Qazaqstan Team
- Bora–Hansgrohe
- Cofidis
- EF Education–EasyPost
- Groupama–FDJ
- Ineos Grenadiers
- Intermarché–Circus–Wanty
- Movistar Team
- Soudal–Quick-Step
- Team Bahrain Victorious
- Team DSM
- Team Jayco–AlUla
- Team Jumbo–Visma
- Trek–Segafredo
- UAE Team Emirates

UCI ProTeamy
- Lotto–Dstny
- Team TotalEnergies
- Uno-X Pro Cycling Team

## Trasa a etapy
| Etapa         | Datum         | Trasa                                                   | Vzdálenost    | Typ       | Typ                  | Vítěz                    |
| ------------- | ------------- | ------------------------------------------------------- | ------------- | --------- | -------------------- | ------------------------ |
| 1             | 4. června     | Chambon-sur-Lac – Chambon-sur-Lac                       | 158 km        |           | Zvlněná etapa        | Christophe Laporte (FRA) |
| 2             | 5. června     | Brassac-les-Mines – La Chaise-Dieu                      | 167,5 km      |           | Zvlněná etapa        | Julian Alaphilippe (FRA) |
| 3             | 6. června     | Monistrol-sur-Loire – Le Coteau                         | 194,5 km      |           | Zvlněná etapa        | Christophe Laporte (FRA) |
| 4             | 7. června     | Cours – Belmont-de-la-Loire                             | 31,1 km       |           | Individuální časovka | Mikkel Bjerg (DEN)       |
| 5             | 8. června     | Cormoranche-sur-Saône – Salins-les-Bains                | 191,5 km      |           | Zvlněná etapa        | Jonas Vingegaard (DEN)   |
| 6             | 9. června     | Nantua – Crest-Voland                                   | 170,5 km      |           | Horská etapa         | Georg Zimmermann (GER)   |
| 7             | 10. června    | Porte-de-Savoie – Col de la Croix de Fer (Saint Sorlin) | 148 km        |           | Horská etapa         | Jonas Vingegaard (DEN)   |
| 8             | 11. června    | Le Pont-de-Claix – La Bastille                          | 153 km        |           | Horská etapa         | Giulio Ciccone (ITA)     |
| Celková délka | Celková délka | Celková délka                                           | Celková délka | 1214,1 km | 1214,1 km            | 1214,1 km                |

## Průběžné pořadí
| Etapa          | Vítěz              | Celkové pořadí     | Bodovací soutěž    | Vrchařská soutěž   | Soutěž mladých jezdců | Soutěž týmů       | Cena bojovnosti    |
| -------------- | ------------------ | ------------------ | ------------------ | ------------------ | --------------------- | ----------------- | ------------------ |
| 1              | Christophe Laporte | Christophe Laporte | Christophe Laporte | Donavan Grondin    | Rune Herregodts       | UAE Team Emirates | Dorian Godon       |
| 2              | Julian Alaphilippe | Christophe Laporte | Christophe Laporte | Donavan Grondin    | Rune Herregodts       | UAE Team Emirates | Victor Campenaerts |
| 3              | Christophe Laporte | Christophe Laporte | Christophe Laporte | Donavan Grondin    | Rune Herregodts       | UAE Team Emirates | Mathieu Burgaudeau |
| 4              | Mikkel Bjerg       | Mikkel Bjerg       | Christophe Laporte | Donavan Grondin    | Mikkel Bjerg          | UAE Team Emirates | neuděleno          |
| 5              | Jonas Vingegaard   | Jonas Vingegaard   | Christophe Laporte | Donavan Grondin    | Mikkel Bjerg          | UAE Team Emirates | Richard Carapaz    |
| 6              | Georg Zimmermann   | Jonas Vingegaard   | Christophe Laporte | Mathieu Burgaudeau | Mikkel Bjerg          | UAE Team Emirates | Mathieu Burgaudeau |
| 7              | Jonas Vingegaard   | Jonas Vingegaard   | Christophe Laporte | Victor Campenaerts | Max Poole             | Ineos Grenadiers  | Victor Campenaerts |
| 8              | Giulio Ciccone     | Jonas Vingegaard   | Christophe Laporte | Giulio Ciccone     | Carlos Rodríguez      | Ineos Grenadiers  | Giulio Ciccone     |
| Konečné pořadí | Konečné pořadí     | Jonas Vingegaard   | Christophe Laporte | Giulio Ciccone     | Carlos Rodríguez      | Ineos Grenadiers  | neuděleno          |

- V etapách 2 a 4 nosil Matteo Trentin, jenž byl druhý v bodovací soutěži, zelený dres, protože lídr této klasifikace Christophe Laporte nosil žlutý dres pro lídra celkového pořadí.
- Ve 3. etapě nosil Maxim Van Gils, jenž byl druhý v bodovací soutěži, zelený dres, protože lídr této klasifikace Christophe Laporte nosil žlutý dres pro lídra celkového pořadí.
- V 5. etapě nosil Fred Wright, jenž byl druhý v soutěži mladých jezdců, bílý dres, protože lídr této klasifikace Mikkel Bjerg nosil žlutý dres pro lídra celkového pořadí.

## Konečné pořadí
| Legenda | Legenda                          | Legenda | Legenda                               |
| ------- | -------------------------------- | ------- | ------------------------------------- |
|         | Označuje lídra celkového pořadí  |         | Označuje lídra soutěže mladých jezdců |
|         | Označuje lídra bodovací soutěže  |         | Označuje lídra soutěže týmů           |
|         | Označuje lídra vrchařské soutěže |         | Označuje vítěze ceny bojovnosti       |

### Celkové pořadí
| Pořadí | Jezdec                   | Tým                      | Čas         |
| ------ | ------------------------ | ------------------------ | ----------- |
| 1      | Jonas Vingegaard (DEN)   | Team Jumbo–Visma         | 29h 28' 39" |
| 2      | Adam Yates (GBR)         | UAE Team Emirates        | + 2' 23"    |
| 3      | Ben O'Connor (AUS)       | AG2R Citroën Team        | + 2' 56"    |
| 4      | Jai Hindley (AUS)        | Bora–Hansgrohe           | + 3' 16"    |
| 5      | Jack Haig (AUS)          | Team Bahrain Victorious  | + 3' 47"    |
| 6      | Guillaume Martin (FRA)   | Cofidis                  | + 4' 51"    |
| 7      | Louis Meintjes (RSA)     | Intermarché–Circus–Wanty | + 5' 02"    |
| 8      | Torstein Træen (NOR)     | Uno-X Pro Cycling Team   | + 5' 15"    |
| 9      | Carlos Rodríguez (ESP)   | Ineos Grenadiers         | + 5' 19"    |
| 10     | Julian Alaphilippe (FRA) | Soudal–Quick-Step        | + 5' 37"    |

### Bodovací soutěž
| Pořadí | Jezdec                    | Tým                     | Body |
| ------ | ------------------------- | ----------------------- | ---- |
| 1      | Christophe Laporte (FRA)  | Team Jumbo–Visma        | 78   |
| 2      | Jonas Vingegaard (DEN)    | Team Jumbo–Visma        | 64   |
| 3      | Matteo Trentin (ITA)      | UAE Team Emirates       | 64   |
| 4      | Julian Alaphilippe (FRA)  | Soudal–Quick-Step       | 55   |
| 5      | Adam Yates (GBR)          | UAE Team Emirates       | 40   |
| 6      | Jai Hindley (AUS)         | Bora–Hansgrohe          | 32   |
| 7      | Fred Wright (GBR)         | Team Bahrain Victorious | 30   |
| 8      | Axel Zingle (FRA)         | Cofidis                 | 30   |
| 9      | Ben O'Connor (AUS)        | AG2R Citroën Team       | 28   |
| 10     | Clément Champoussin (FRA) | Arkéa–Samsic            | 24   |

### Vrchařská soutěž
| Pořadí | Jezdec                     | Tým                | Body |
| ------ | -------------------------- | ------------------ | ---- |
| 1      | Giulio Ciccone (ITA)       | Trek–Segafredo     | 42   |
| 2      | Victor Campenaerts (BEL)   | Lotto–Dstny        | 40   |
| 3      | Jonas Vingegaard (DEN)     | Team Jumbo–Visma   | 32   |
| 4      | Adam Yates (GBR)           | UAE Team Emirates  | 22   |
| 5      | Julian Alaphilippe (FRA)   | Soudal–Quick-Step  | 21   |
| 6      | Tiesj Benoot (BEL)         | Team Jumbo–Visma   | 20   |
| 7      | Jonathan Castroviejo (ESP) | Ineos Grenadiers   | 14   |
| 8      | Mathieu Burgaudeau (FRA)   | Team TotalEnergies | 13   |
| 9      | Clément Champoussin (FRA)  | Arkéa–Samsic       | 12   |
| 10     | Mauri Vansevenant (BEL)    | Soudal–Quick-Step  | 12   |

### Soutěž mladých jezdců
| Pořadí | Jezdec                           | Tým                     | Čas         |
| ------ | -------------------------------- | ----------------------- | ----------- |
| 1      | Carlos Rodríguez (ESP)           | Ineos Grenadiers        | 29h 33' 58" |
| 2      | Max Poole (GBR)                  | Team DSM                | + 1' 34"    |
| 3      | Tobias Halland Johannessen (NOR) | Uno-X Pro Cycling Team  | + 2' 41"    |
| 4      | Lenny Martinez (FRA)             | Groupama–FDJ            | + 4' 02"    |
| 5      | Clément Champoussin (FRA)        | Arkéa–Samsic            | + 6' 23"    |
| 6      | Attila Valter (HUN)              | Team Jumbo–Visma        | + 13' 02"   |
| 7      | Edoardo Zambanini (ITA)          | Team Bahrain Victorious | + 28' 17"   |
| 8      | Oscar Onley (GBR)                | Team DSM                | + 37' 00"   |
| 9      | Harry Sweeny (AUS)               | Lotto–Dstny             | + 49' 49"   |
| 10     | Mathieu Burgaudeau (FRA)         | Team TotalEnergies      | + 53' 04"   |

### Soutěž týmů
| Pořadí | Tým                     | Čas         |
| ------ | ----------------------- | ----------- |
| 1      | Ineos Grenadiers        | 88h 40' 45" |
| 2      | UAE Team Emirates       | + 3' 33"    |
| 3      | Team Bahrain Victorious | + 9' 54"    |
| 4      | Team Jumbo–Visma        | + 18' 31"   |
| 5      | Uno-X Pro Cycling Team  | + 34' 18"   |
| 6      | Groupama–FDJ            | + 39' 48"   |
| 7      | Movistar Team           | + 47' 13"   |
| 8      | AG2R Citroën Team       | + 53' 49"   |
| 9      | Bora–Hansgrohe          | + 54' 30"   |
| 10     | EF Education–EasyPost   | + 56' 40"   |